# Concistori di papa Paolo II

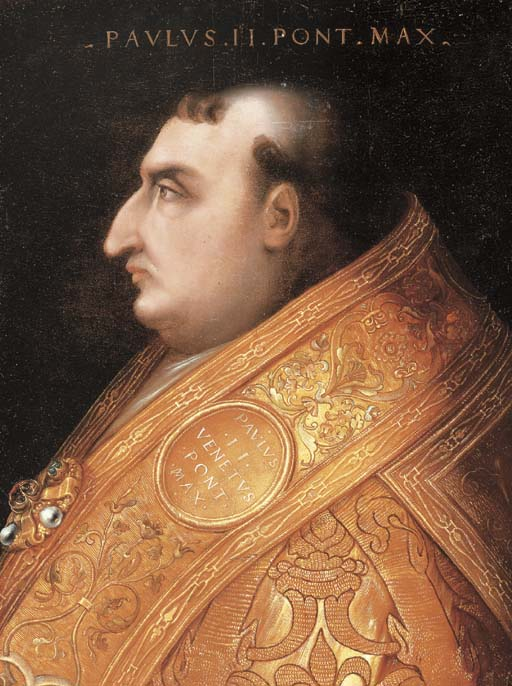
Papa Paolo II

Questa voce raccoglie l'elenco completo dei concistori per la creazione di nuovi cardinali presieduti da papa Paolo II, con l'indicazione di tutti i cardinali creati. In due concistori, Paolo II ha creato e pubblicato 10 cardinali, provenienti da quattro nazioni: 7 italiani, 1 francese, 1 inglese e 1 ungherese.
Occorre ricordare come già tra la fine del 1464 e l'inizio del 1465 in data sconosciuta, papa Paolo II avesse riservato la nomina in pectore di due presuli, che morirono prima di venire pubblicati, e che pertanto non entrarono pleno iure nel Sacro Collegio: 
- Teodoro de Lellis, vescovo di Treviso; deceduto il 31 marzo 1466.
- Giovanni Barozzi, patriarca di Venezia; deceduto il 2 aprile 1466.

Un'analoga situazione si verificò con altri due presuli, riservati in pectore, nei concistori svoltisi rispettivamente nel novembre 1468 e agli inizi del 1471, ossia:
- Hugues de Coat Tredrez, vescovo di Tréguier (Francia); deceduto nel 1468.
- János Vitéz, arcivescovo di Esztergom (Ungheria); deceduto l'11 agosto 1472.

Infine, altri quattro presuli vennero riservati in pectore da Papa Paolo II, ma pubblicati da Papa Sisto IV; essi entrarono pertanto solo in questo secondo momento "pleno iure" nel Sacro Collegio; per i loro nominativi si rinvia ai Concistori di Papa Sisto IV.

## 18 settembre 1467 (I)
Il 18 settembre 1467, papa Paolo II creò e pubblicò 8 nuovi cardinali, tra cui anche un futuro pontefice:
- Thomas Bourchier, arcivescovo di Canterbury (Inghilterra); creato cardinale presbitero di San Ciriaco alle Terme Diocleziane; deceduto il 22 (o 30) marzo 1486.
- István Várdai, arcivescovo di Kalocsa (Ungheria); creato cardinale presbitero dei Santi Nereo e Achilleo; deceduto attorno al 22 febbraio 1471 (o 1473).
- Oliviero Carafa, arcivescovo di Napoli, creato cardinale presbitero dei Santi Marcellino e Pietro; deceduto il 20 gennaio 1511.
- Amico Agnifili, vescovo dell'Aquila, creato cardinale presbitero di Santa Balbina; deceduto il 9 novembre 1476.
- Marco Barbo, nipote di Sua Santità e vescovo di Vicenza, creato cardinale presbitero di San Marco; deceduto il 2 (o 11) marzo 1491.
- Jean Balue, vescovo di Angers (Francia); creato cardinale presbitero di Santa Susanna; deceduto il 5 ottobre 1491.
- Francesco della Rovere, O.F.M.Conv., ministro generale del suo Ordine; cardinale presbitero di San Pietro in Vincoli; eletto papa con il nome di Sisto IV il 10 agosto 1471; deceduto il 12 agosto 1484.
- Teodoro Paleologo di Monferrato, abate commendatario di Santa Maria di Lucedio e protonotario apostolico; cardinale diacono di San Teodoro; deceduto il 21 gennaio 1484.

## 21 novembre 1468 (II)
Il 21 novembre 1468, papa Paolo II creò e pubblicò 2 cardinali:
- Giovanni Battista Zeno, nipote di Sua Santità e protonotario apostolico, creato cardinale diacono di Santa Maria in Portico Octaviae; deceduto l'8 maggio 1501.
- Giovanni Michiel, nipote di Sua Santità e protonotario apostolico, creato cardinale diacono di Santa Lucia in Septisolio; deceduto il 10 aprile 1503.

## Fonti
- (EN) Salvador Miranda, Paul II, su fiu.edu – The Cardinals of the Holy Roman Church, Florida International University.